# Omorgus subcarinatus
Omorgus subcarinatus là một loài bọ cánh cứng trong họ Trogidae.